# Bärbel Koribalski
Bärbel Silvia Koribalski est une chercheuse scientifique qui travaille sur la formation des galaxies à l'Australia Telescope National Facility (ATNF) du CSIRO, qui fait partie du programme d'astronomie et de sciences spatiales (CASS) du CSIRO. Elle obtient son doctorat à l'université rhénane Frédéric-Guillaume de Bonn en Allemagne et est connue pour ses études sur les galaxies proches. En 2011, elle reçoit le prix Newton Turner du CSIRO. Elle est également chef de projet de l'Australian Square Kilometre Array Pathfinder HI All-Sky Survey, connu sous le nom de WALLABY (en).

## Recherche
Sa recherche se focalise sur la formation et l'évolution des galaxies. La cinématique gazeuse des galaxies utilisant la raie spectrale HI 21 cm de l'hydrogène neutre. Des observations radio avec l'Australia Telescope Compact Array (ATCA), également connu sous le nom d'observatoire Paul Wild à Narrabri, du nom de Paul Wild, chef de la division de radiophysique du CSIRO et plus tard président du CSIRO (1978-1985). Étude de groupes de galaxies, par exemple le groupe de la Dorade avec V.A. Kilborn et al.
Les principales études HI des galaxies en cours et prévues sont :
- « HI Parkes All Sky Survey » (HIPASS (en))[4]
- « Local Volume HI Survey » (LVHIS), réalisée avec l'Australia Telescope Compact Array (ATCA) à Narrabri — chercheur principal
- « ASKAP HI All-Sky Survey » (connu sous le nom de WALLABY) - chercheur principal
- Enquêtes HI avec le Square Kilometre Array (SKA)

## Parcours personnel
Elle est née à Wuppertal, en Allemagne, et grandit à Cologne sur le Rhin, il étudie la physique à l'université rhénane Frédéric-Guillaume de Bonn. Elle a comme loisir l'athlétisme.

## Carrière
Elle est diplômée de physique (en 1990) et a un doctorat (reçoit la médaille Otto Hahn (en) en 1993), à l'université de Bonn, en Allemagne.

## Associations professionnelles
- L'Union astronomique internationale
- La Société astronomique d'Australie (en)

## Publications
- (en) « Dr. Bärbel Koribalski's publications »